# 海峡 (列車)
海峡（かいきょう）は、北海道旅客鉄道（JR北海道）と東日本旅客鉄道（JR東日本）が青森駅 - 函館駅間を津軽線・海峡線・江差線・函館本線（津軽海峡線）経由で運行していた快速列車である。

## 概要
1988年（昭和63年）3月13日の海峡線（津軽海峡線）開業に伴い、青函連絡船の代替および津軽海峡線内の地域輸送列車として運行を開始した。
1995年（平成7年）から運行本数の減少が続き、津軽海峡線の開業当初にあった「青函トンネルブーム」は数年で終息したこともあって、以後の利用者は年々減少傾向にあった。その後、機関車・客車の老朽化が進んだことや、2002年（平成14年）12月1日の東北新幹線八戸延伸開業により、盛岡駅 - 八戸駅間の区間短縮により余剰が発生する特急車両を青函連絡列車に振り向ける列車体系再編が行われることとなったため、特急「白鳥」・「スーパー白鳥」にその役目を譲り、特急「はつかり」・「スーパーはつかり」（盛岡駅 - 青森駅・函館駅間）、寝台特急「はくつる」（上野駅 - 青森駅間）と共に廃止された。快速「海峡」の廃止によって、JRにおける客車を使用した定期普通列車は消滅した。

## 運行概況
廃止時点では、1日7往復が運行されており、そのうち1往復（下り13号、上り10号）は毎日運行の季節列車、1往復（下り1号、上り14号）は繁忙期運転の臨時列車だった。
青函連絡船と同様に、特急「はつかり」・「スーパーはつかり」（盛岡駅 - 青森駅・函館駅間）と特急「北斗」・「スーパー北斗」（函館駅 - 札幌駅間）との接続が行われていた。寝台特急「はくつる」（上野駅 - 青森駅間）に接続して運行される列車もあった。

### 停車駅
青森駅 - （油川駅） - （奥内駅） - 蟹田駅 - （津軽今別駅） - 〔竜飛海底駅〕 - 〔吉岡海底駅〕 - （知内駅） - 木古内駅 - （上磯駅） - 五稜郭駅 - 函館駅
- （ ）は一部の列車のみ停車。なお油川駅停車は上り1本のみで、これは駅近くに所在する青森県立青森北高等学校の通学生を輸送するためであった。
- 〔 〕は海底駅見学コースに指定された列車のみ停車（海底駅見学整理券「ゾーン539きっぷ」を所持している乗客のみ乗降可能）。
- 多客臨扱いの80号台は五稜郭駅を通過していた。

### 使用車両
専用車両としてJR北海道函館運転所（現在の函館運輸所）に配置されていた50系・51系客車を冷房化・固定窓に改造した車両（5000番台）を使用し、普通車自由席のみで4両編成が基本となっていたが、多客期には最大12両まで増結されることもあった。
なお、2往復（下り3・9号、上り6・12号）には急行「はまなす」（青森駅 - 札幌駅間）の間合い運用としてJR北海道札幌運転所配置の14系客車（500番台）も充当され、5両編成が基本となっていた。多客期には、同編成の増結車として函館運転所の14系客車も運用された。また、夏の「MOTOトレイン」運行時などの繁忙期には、急行「八甲田」（上野駅 - 青森駅間）の編成（JR東日本尾久客車区〈現在の尾久車両センター〉配置）もそのまま「海峡」83・84号として運行していたこともあった。このほか「青函トンネルブーム」の頃には車両不足が日常的に発生していたため、JR東日本の12系客車も定期「海峡」に使用されていた。

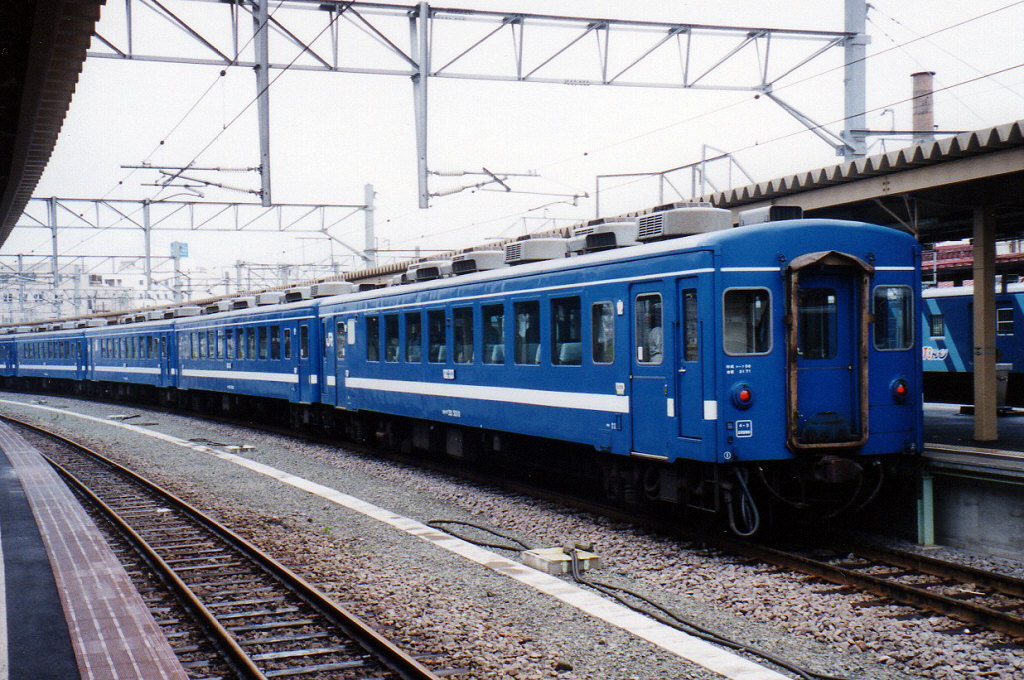
専用車両（50系客車）
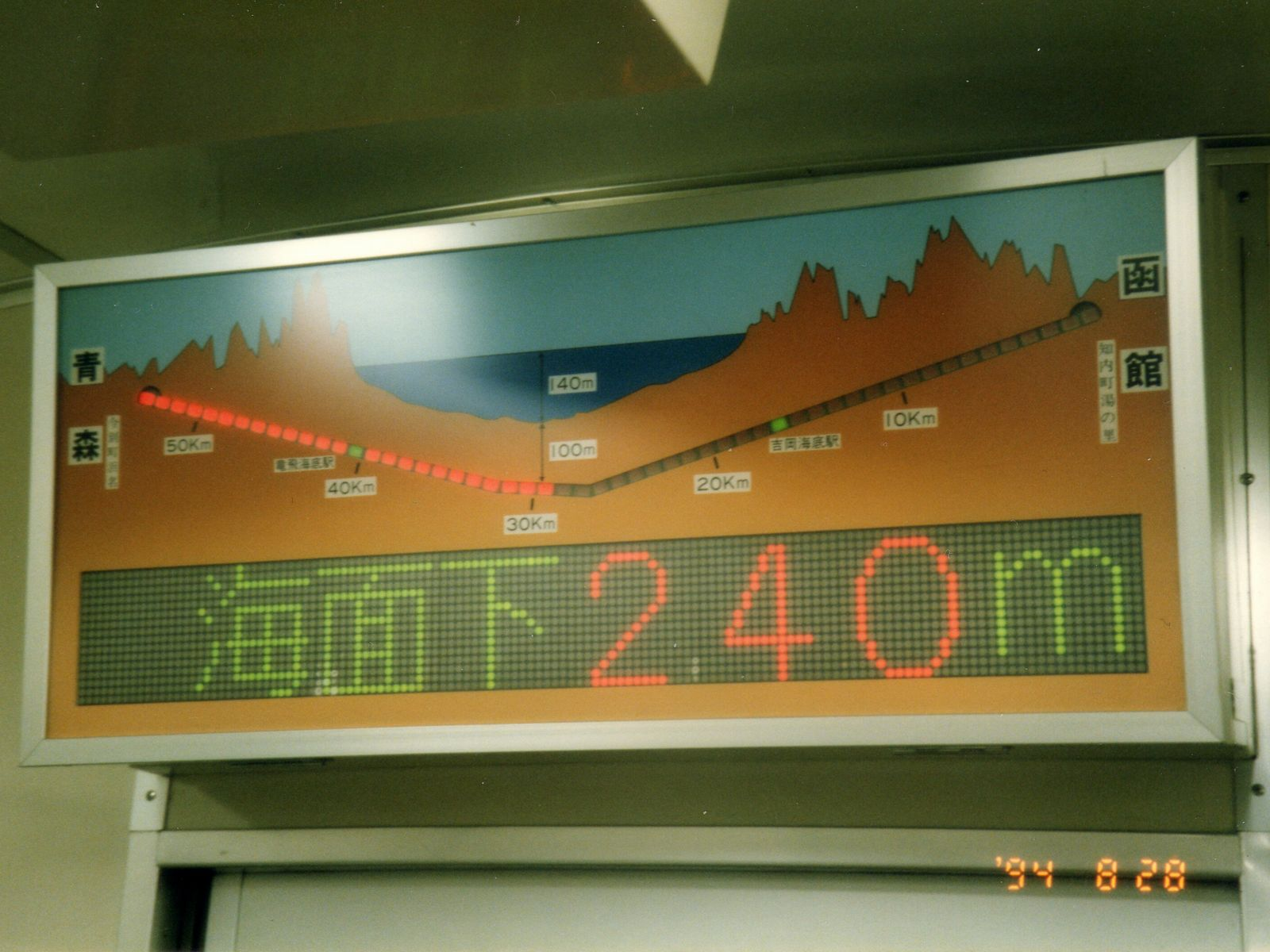
専用車両の車内表示器
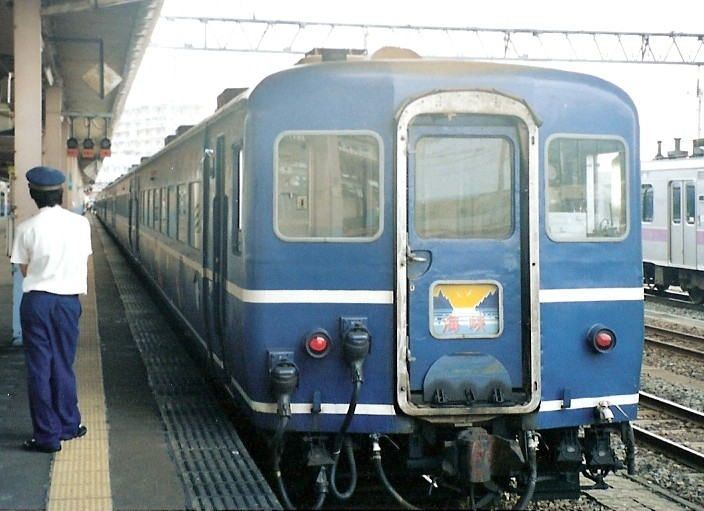
間合い運用の14系客車
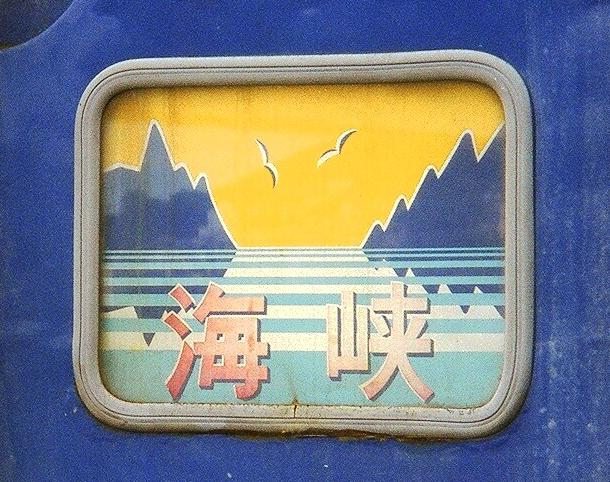
14系客車のテールマーク

## ドラえもん海底列車

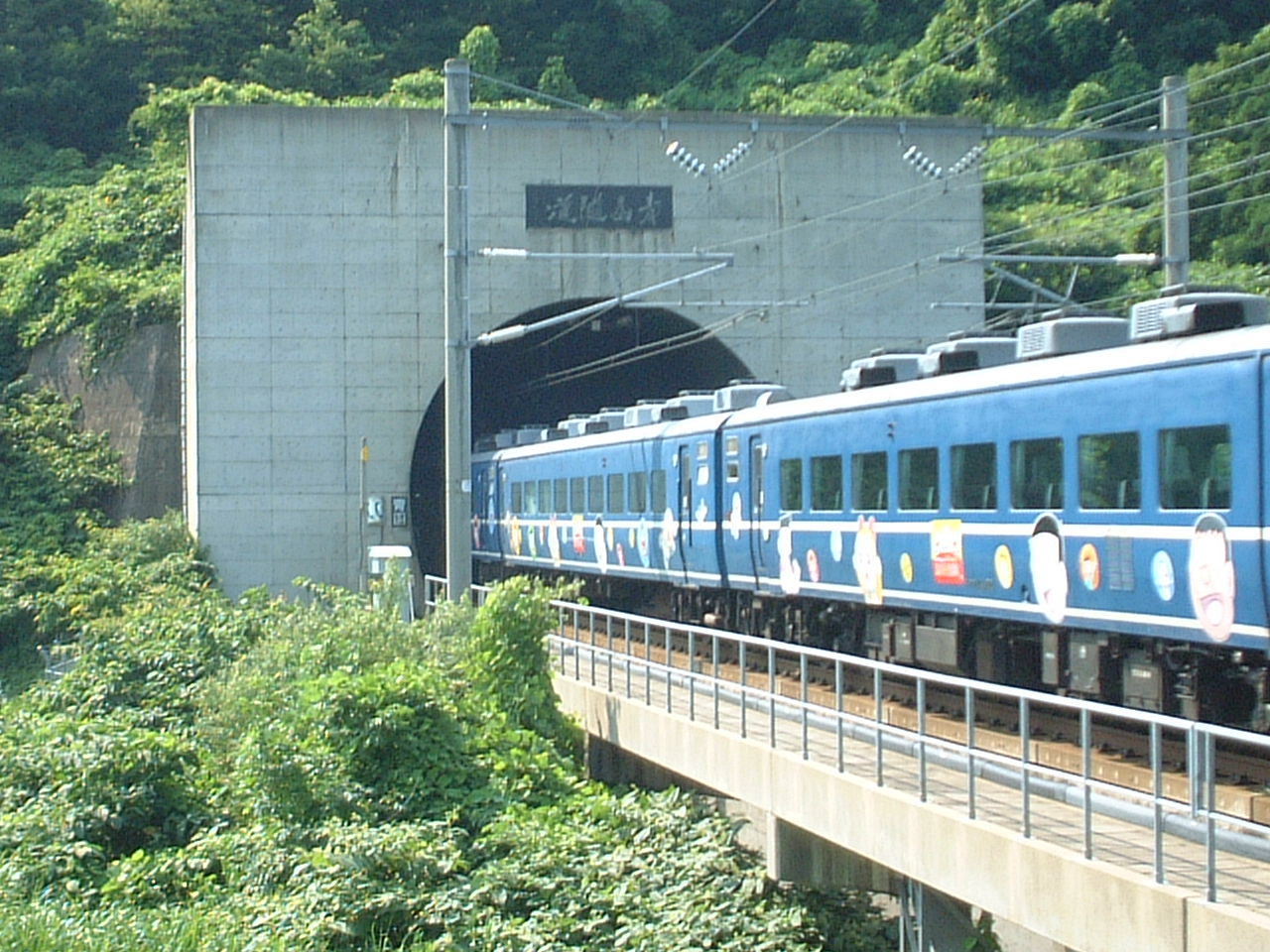
「ドラえもん海底列車」仕様の快速「海峡」（14系客車）。車体にキャラクターが描かれている

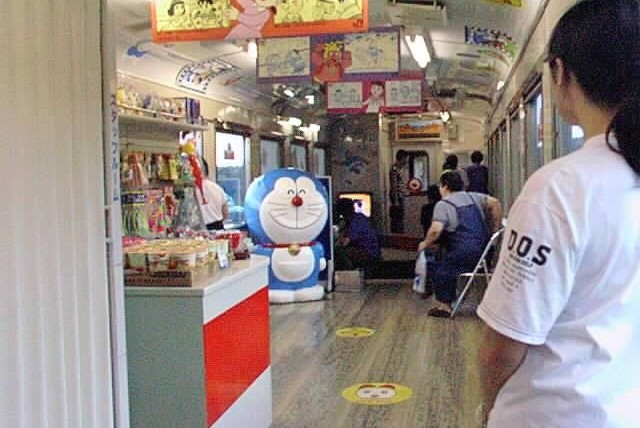
「ドラえもんカー」の車内。

青函トンネルの利用者低迷の巻き返し策として、1998年（平成10年）3月1日から、藤子・F・不二雄の漫画・アニメ『ドラえもん』とのタイアップ企画が実施された。イベント期間中は吉岡海底駅に「ドラえもん海底ワールド」と銘打つ同作品の展示スペースが設置され、同駅に停車する快速「海峡」も「ドラえもん海底列車」として運行された。
「ドラえもん海底列車」は、客車の車体内外部にキャラクターなどが描かれたシール・ステッカーが貼り付けられ、2000年（平成12年）からは牽引するED79形電気機関車にもステッカーが貼り付けられた（シール・ステッカーのデザインは年度ごとに異なる）。50系充当列車4往復（下り5・7・11・13号、上り2・4・8・10号）では売店とフリースペースを備えた「ドラえもんカー」が連結され、『ドラえもん』関連のビデオも放映されていた。また、ドラえもん（声 - 大山のぶ代）とのび太（声 - 小原乃梨子）による車内放送も実施された。14系客車充当列車にも50系充当列車と比べるとやや控えめながら同様の装飾がなされていたが、「ドラえもんカー」は連結されていない。上述通り「はまなす」と共通運用のため、函館を越えて札幌にも顔を出した。
この「ドラえもん海底列車」は好評を博したため、イベント期間終了後も車体内外部のシール・ステッカーを即時撤去することもなく、その後もキャラクターを配した外観で運行された。
「海峡」は2002年（平成14年）12月1日に廃止されたが、代替として特急「白鳥」・「スーパー白鳥」が吉岡海底駅に停車したほか、2003年（平成15年）7月19日から781系電車（6両編成）を改造した臨時特急「ドラえもん海底列車」が運行され、ドラえもん関連のイベントは2006年（平成18年）8月27日まで継続して実施された。

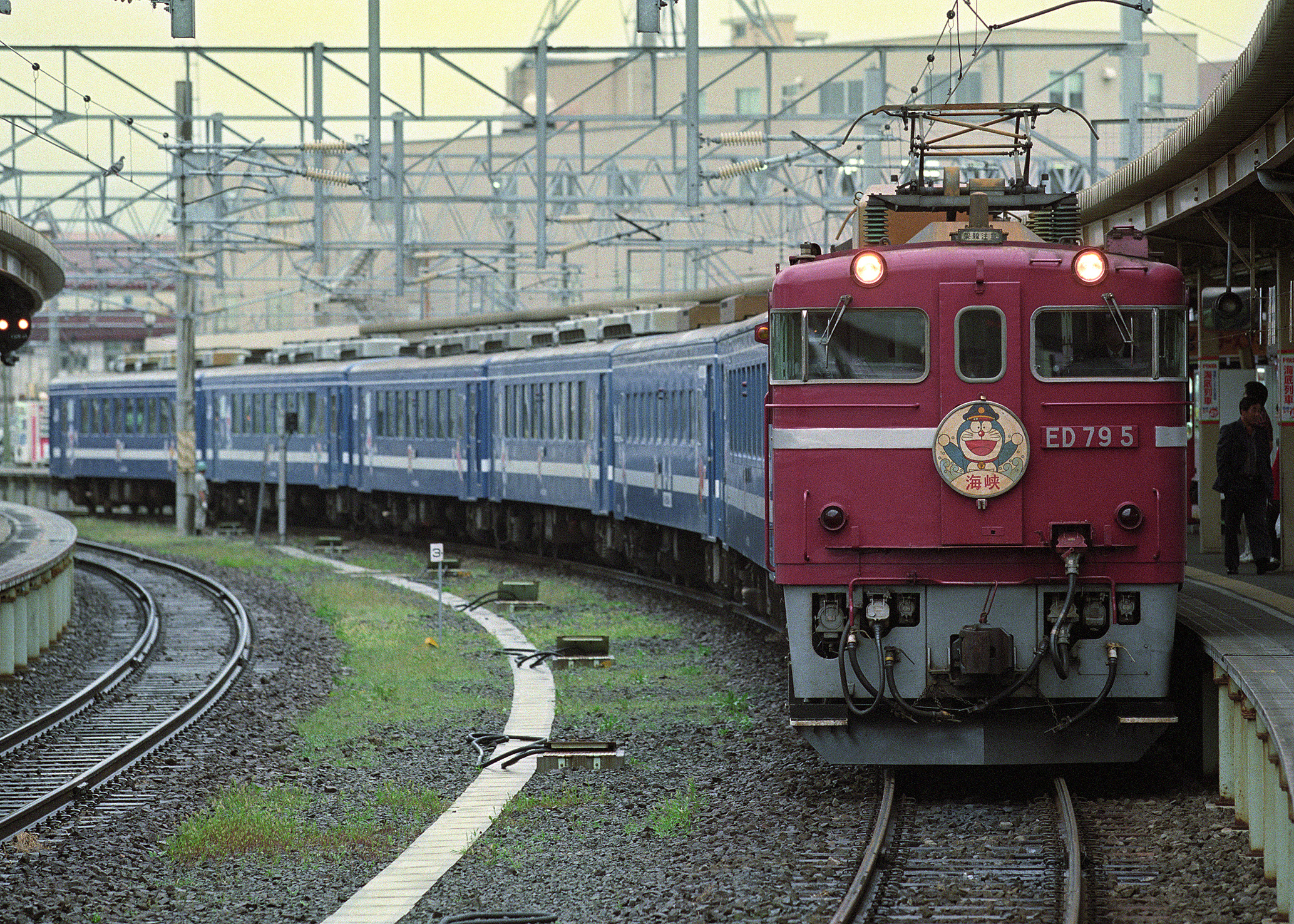
ED79 5牽引快速「海峡」
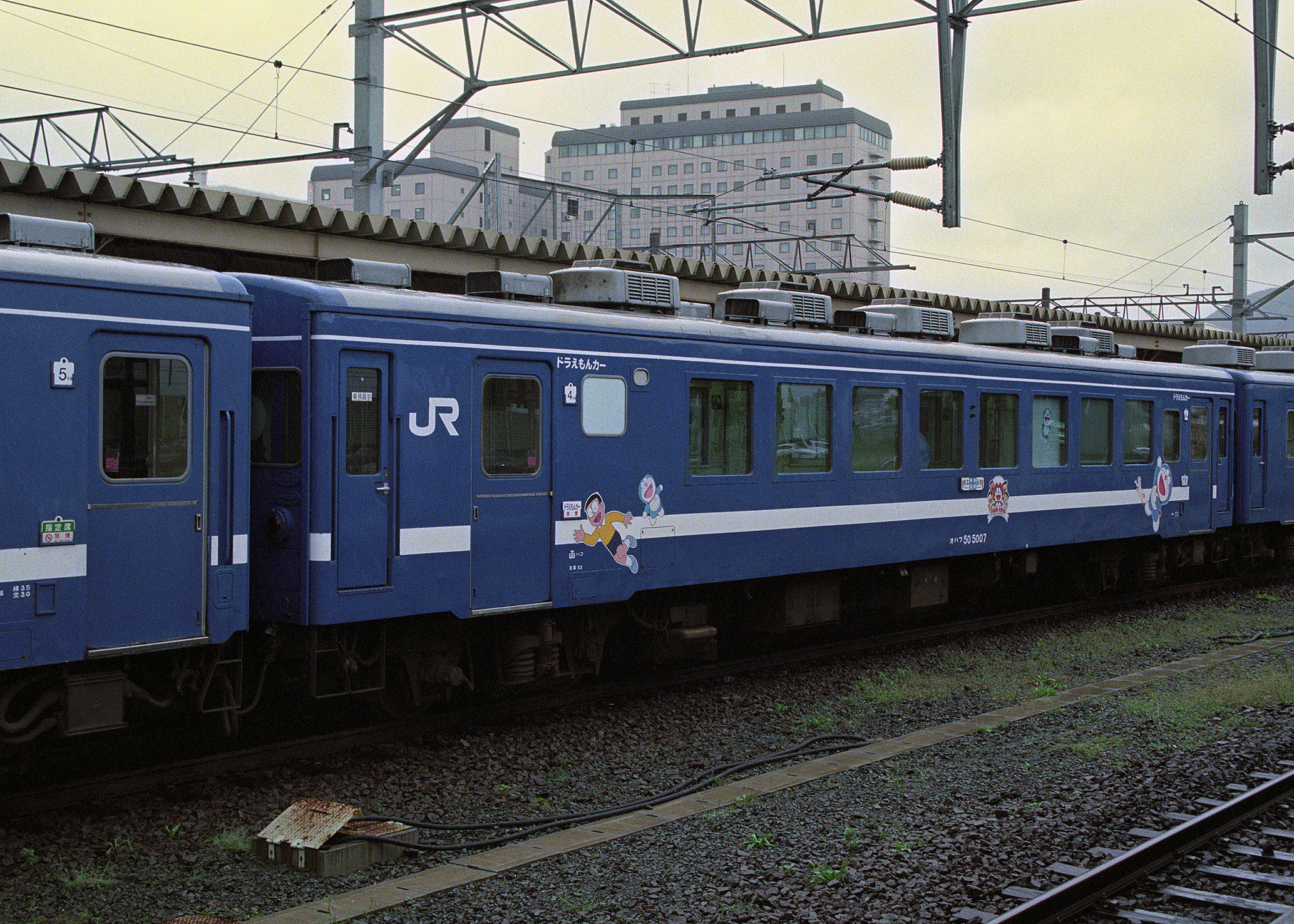
オハフ50 5007「ドラえもんカー」
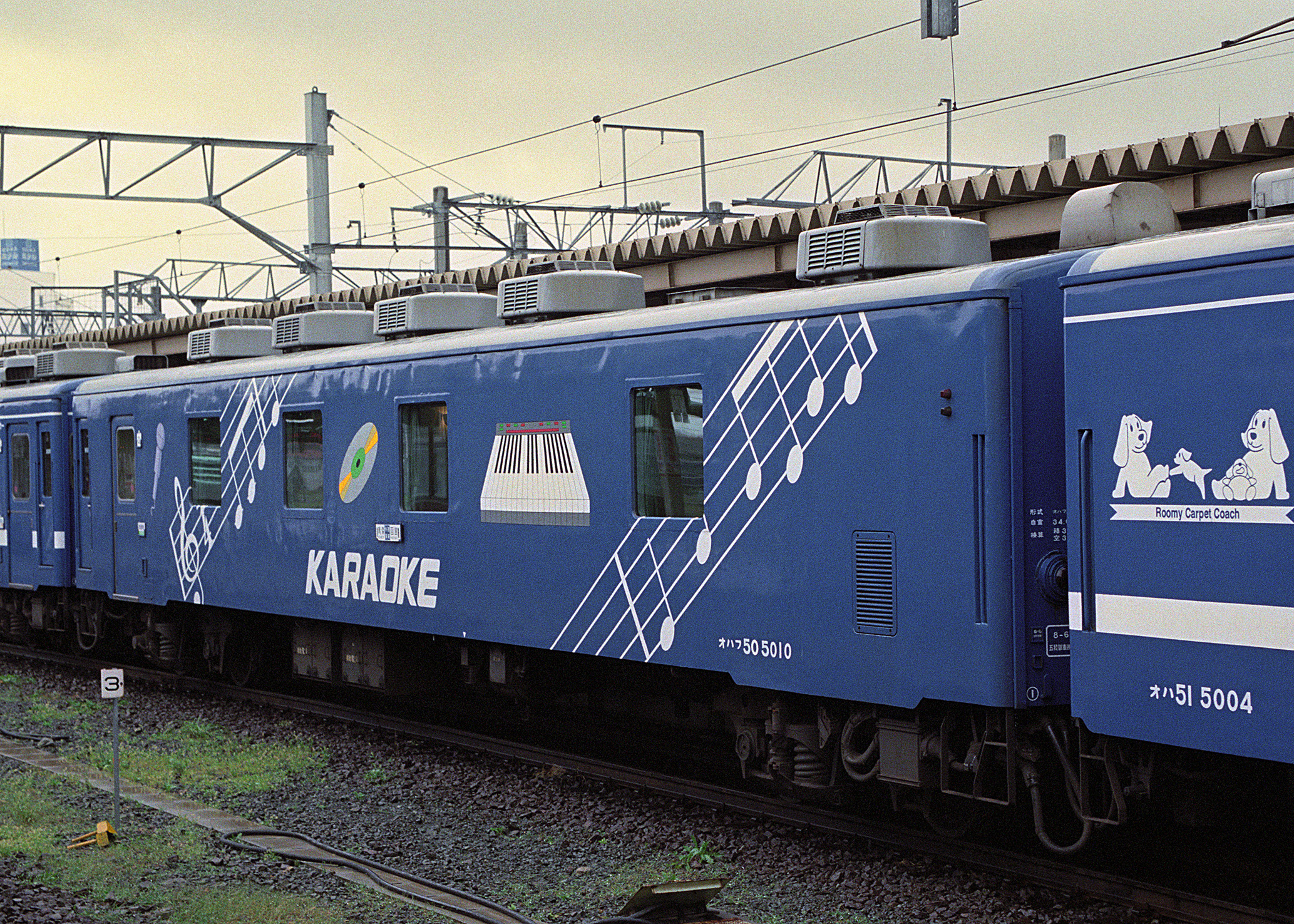
オハフ50 5010「カラオケカー」
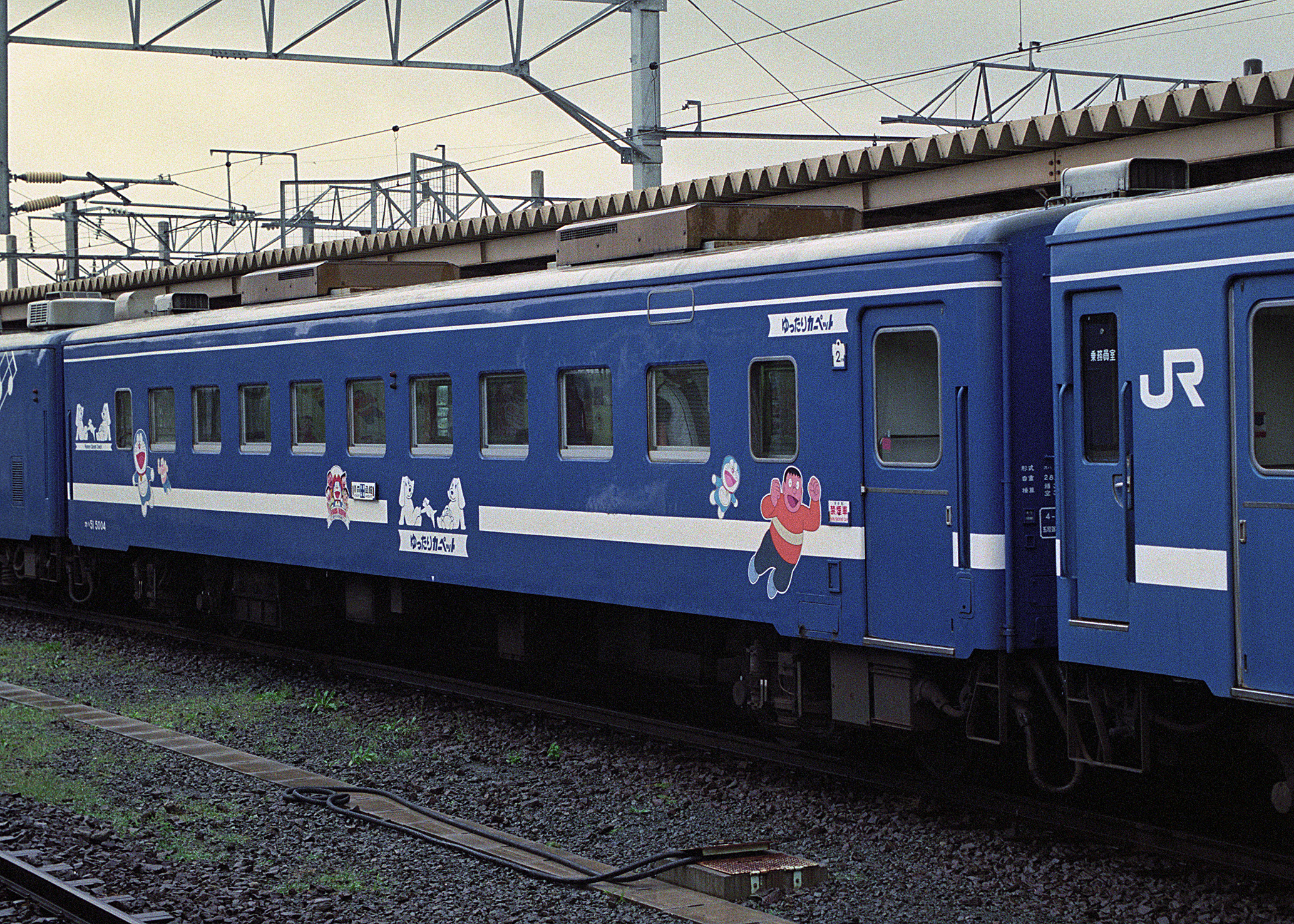
オハ51 5004「カーペットカー」

## 沿革
- 1987年（昭和62年）11月：津軽海峡線に運行する寝台特急・急行・快速列車の愛称名を一般公募。応募総数23,662通（快速は6,074通）の中から寝台特急「北斗星」、急行「はまなす」、快速「海峡」の愛称名が決定[報道 1]。
- 1988年（昭和63年）3月13日：海峡線が開業[1]。青函連絡船代替および津軽海峡線内の地域輸送列車として青森駅 - 函館駅間を運行する客車快速列車「海峡」が運行開始。
- 1989年（平成元年）3月11日：全列車7両編成化[6]。
- 1990年（平成2年）7月1日：知内駅の開業に伴い[1][7]、同駅に一部列車が停車するようになる。
- 1991年（平成3年）11月1日：全列車6両編成化[6]。
- 1992年（平成4年）：全列車5両編成化[6]。
- 1994年（平成6年）
  - 3月1日：50系客車充当列車は4両編成が基本となる[6]。
  - 12月3日：「海峡」1往復を季節列車化。
- 1995年（平成7年）3月1日：「海峡」1往復を毎日運行ながら季節列車化。
- 1997年（平成9年）
  - 3月22日：ダイヤ改正。「海峡」の1往復（旧13・4号）を「はつかり」に格上げ。定期6往復・季節1往復となる。また、最高速度を95 km/hから110 km/hに向上した[8]。
  - 4月26日：てこ入れの一環として、50系客車「海峡」の一部列車にカラオケ個室を設けた車両を設置[9][10]（末期は非連結）。
  - 6月1日：カーペットカーを連結開始[10]。
  - 10月1日：全列車が五稜郭駅に停車するようになる。
    - これ以降「海峡」は青函間連絡列車となる。
- 1998年（平成10年）3月1日：津軽海峡線開業10年を記念してアニメ『ドラえもん』とのタイアップ企画を実施し、快速「海峡」が「ドラえもん海底列車」として運行開始[10]。以後2002年まで毎年継続。客車の車体内外部には、年度ごとにデザインの異なるシール・ステッカーが貼り付けられ、2000年（平成12年）からは牽引する機関車にもステッカーが貼り付けられた。また、50系充当列車は売店・フリースペースを備えた「ドラえもんカー」を連結。
- 2000年（平成12年）3月11日：1往復を毎日運転の季節列車に格下げ。定期5往復・季節2往復となる。
- 2002年（平成14年）
  - 11月30日：快速「海峡」最終列車運行[5]。函館駅では、共に最終便となる上り「海峡12号」発車時と下り「海峡13号」到着時に「さよならセレモニー」が実施され、「海峡」ヘッドマークが運転士・車掌から函館駅長に返還された[報道 1]。
  - 12月1日：東北新幹線八戸開業により設定された特急「白鳥」・「スーパー白鳥」の運行開始に伴い、「海峡」を廃止[11][報道 2]
- 2015年（平成27年）7月4日：「青森県・函館観光キャンペーン」を記念して、臨時快速「復活海峡号」（団体臨時列車）が1往復運行された。快速「海峡」が運行されたのは13年ぶりで、車両はED79形電気機関車+14系客車[報道 6][報道 7]。

### 報道発表資料
1. 1 2 3 4  『「スーパー白鳥」出発式等記念イベントの実施について』（PDF）（プレスリリース）北海道旅客鉄道、2002年11月27日。オリジナルの2014年9月12日時点におけるアーカイブ。2014年9月12日閲覧。
2. 1 2  『平成14年12月ダイヤ改正について』（プレスリリース）北海道旅客鉄道、2002年9月20日。オリジナルの2002年10月10日時点におけるアーカイブ。2002年10月10日閲覧。
3. ↑  『「ドラえもん海底ワールド」実施』（プレスリリース）北海道旅客鉄道、2002年9月20日。オリジナルの2002年10月2日時点におけるアーカイブ。2014年9月12日閲覧。
4. ↑  『夏の臨時列車のお知らせ【7月から9月にかけて運転する列車です。】（2003年）』（PDF）（プレスリリース）北海道旅客鉄道、2003年5月16日。オリジナルの2003年9月17日時点におけるアーカイブ。2014年9月12日閲覧。
5. ↑  『吉岡海底駅「ドラえもん海底ワールド」は8月27日でファイナルを迎えます！』（PDF）（プレスリリース）北海道旅客鉄道、2006年6月14日。オリジナルの2006年7月6日時点におけるアーカイブ。2014年6月18日閲覧。
6. ↑  『「青森県・函館観光キャンペーン」を実施します』（PDF）（プレスリリース）北海道旅客鉄道、2015年6月8日。オリジナルの2015年6月8日時点におけるアーカイブ。2015年6月8日閲覧。
7. ↑  『青森県・函館観光キャンペーン オープニングセレモニーを開催し、「復活海峡号」を運転します！』（PDF）（プレスリリース）東日本旅客鉄道盛岡支社、2015年6月8日。オリジナルの2015年6月8日時点におけるアーカイブ。2015年6月8日閲覧。

### 書籍
- 田中和夫（監修）『写真で見る北海道の鉄道』 上巻 国鉄・JR線、北海道新聞社（編集）、2002年7月15日、160-165,311-319頁。ISBN 978-4-89453-220-5。ISBN 4-89453-220-4。
- 松沼猛 編『鉄道のテクノロジー 北海道（サンエイムック）』 8巻、三栄書房、2000年8月4日。ISBN 978-4-7796-0947-3。

### 雑誌
- 北条敦「新特急にバトンを渡す快速海峡」『鉄道ジャーナル』第37巻第1号（通巻435号）、鉄道ジャーナル社、2003年1月1日、82-87頁。
- 外山勝彦「鉄道記録帳2002年11月」『RAIL FAN』第50巻第2号、鉄道友の会、2003年2月1日、20頁。